# ホット・リーディング
ホット・リーディング（英: hot reading）は、事前に調査をして情報を得ておきながらもそれは隠しておいて、さもその場で相手の心や相手の過去を読んだように思わせる技術。

## 概要
占い師や霊媒師などの一部がこの技法を使う。占いなどの相談に来て占い師の前に座る人を英語では「シッター、sitter」などと言うが、そういう人の情報を入手するための事前調査をあらゆる方法で行うことがある。
こうした事前調査は、占い師になりたての者はしばしば自分ひとりで行っているが、経験が長くなった占い師では弟子や協力者を動員することもあり、占い師で世界的に著名になり資産が増えている者の場合は給料を払って調査専任のスタッフを雇って徹底的な調査を行っている場合もある。著名な占い師の業務というのは、個人事業ではなく、チームによる業務であることも多い。
現代では相手のSNSやブログなどを事前に徹底的に読み込むのは基礎的な手法であるが、それ以外にも興信所が行うような地道な身辺調査、さらには面談直前に相手が行っている友人との話の立ち聞きに至るまで、ありとあらゆる方法を使う。自称・霊能力者や自称・超能力者同士で膨大な「顧客名簿」を作成し、依頼に来た者の悩みなど背後関係に関する情報を共有することさえある。
また、超能力者や霊能力者や占い師たちは、「相談」の受付に予約制を導入し、面談日を受付の数週間後に設定させ、その間に予約者の家にセールスマンなどを装った人物を派遣して、情報収集をさせることもある。こうした調査を行えば、周囲の住民、家族、住宅などから、予約者の人となりや生い立ちに関する情報を広く得ることもできる。
このようにして、自称「霊能者」や占い師の一部は、事前の調査によって相手の情報を大量に入手した状態で相手を前にする。
現代のテレビ番組に登場する超能力者や霊能力者の中にはこの手法をしばしば使う者がいる。特にテレビ番組で多くの視聴者に強烈な印象を残すことができる場合は、番組を見た人々の中から新たな相談者となる人の数も多数で収入の増加も見込め、占い師や霊能者にとってはより多くの時間や費用を投入して調査するだけの価値がある案件となる。例えば日本のテレビバラエティで有名な宜保愛子は、ロンドン塔を霊視の収録に行く前に、あらかじめ夏目漱石の『倫敦塔』を時間をかけて読んでいた。
超能力者が様々な事実を言い当てる際にホット・リーディングとコールド・リーディングの技法と組み合わせて使われることが少なくない。